# St. Henry (Ohio)
St. Henry è un villaggio degli Stati Uniti d'America, situato nello stato dell'Ohio, nella contea di Mercer.